# Tsagantegia
Tsagantegia – rodzaj wymarłych gadów z rzędu dinozaurów ptasiomiednicznych, roślinożerny dinozaur z rodziny ankylozaurów (Ankylosauridae, zamieszkiwał tereny dzisiejszej Azji. Obejmuje jeden znany nam gatunek – Tsagantegia longicranialis.

## Dane podstawowe
Cechy tsagantegii:
pokrycie ciała: masywne tarczki i kolce, wbite w skórę, doskonale dopasowane do siebie, łuskowata skóra;

głowa: kolce wyrastające z tyłu w szczękach nieliczne drobne zęby, z przodu szeroki bezzębny dziób okryty substancją rogową;

uzębienie: patykowate zęby, ok. 80, o średniej długości 2 cm;

szyja: krótka, pokryta kolcami;

kończyny przednie: krótkie;

kończyny tylne: masywne;

ogon: długi, masywny, zakończony kostną buławą;

Wymiary średnie:
długość ciała 5-6 m;

wysokość 2 m;

masa 1500-2000 kg.
Pożywienie: rośliny
Okres występowania: późna kreda, ok. 80 mln temu.
Znaczenie nazwy:
Tsagantegia – z Tsagan Teg